# Camalú
Camalú es una localidad del municipio de San Quintín en el estado de Baja California, México. Se trata de una comunidad urbana con algunos atractivos turísticos, como lo son La cueva del pirata, un muelle en construcción, esta parte tiene un gran hotel como también un restaurante de mariscos y bufet. según el censo del 2010 tiene una población total de 9410 habitantes.